# Kanton Bretteville-sur-Laize
Der Kanton Bretteville-sur-Laize war von 1790 bis 2015 ein französischer Wahlkreis im Département Calvados und in der damaligen Region Basse-Normandie. Er umfasste 29 Gemeinden im Arrondissement Caen; sein Hauptort (frz.: chef-lieu) war Bretteville-sur-Laize. Die landesweiten Änderungen in der Zusammensetzung der Kantone brachten im März 2015 seine Auflösung. Vertreter im Generalrat des Départements war seit 2004 Jacky Lehugeur.

## Geschichte
Der Kanton wurde am 4. März 1790 im Zuge der Einrichtung der Départements als Teil des damaligen „District de Falaise“ gegründet. Mit der Schaffung der Arrondissements am 17. Februar 1800 wurde der Kanton als Teil des damaligen Arrondissements Falaise neu zugeschnitten. Am 10. September 1926 wurde das Arrondissement Falaise aufgelöst und der Kanton kam zum Arrondissement Caen.

## Gemeinden
| Gemeinde                 | Einwohner (Stand: 2022) | Code postal | Code Insee |
| ------------------------ | ----------------------- | ----------- | ---------- |
| Barbery                  | 758                     | 14220       | 14039      |
| Boulon                   | 816                     | 14220       | 14090      |
| Bretteville-le-Rabet     | 297                     | 14190       | 14097      |
| Bretteville-sur-Laize    | 1911                    | 14680       | 14100      |
| Le Bû-sur-Rouvres        | 118                     | 14190       | 14116      |
| Cauvicourt               | 560                     | 14190       | 14145      |
| Cintheaux                | 176                     | 14680       | 14160      |
| Condé-sur-Ifs            | 447                     | 14270       | 14173      |
| Estrées-la-Campagne      | 252                     | 14190       | 14252      |
| Fierville-Bray           | 524                     | 14190       | 14268      |
| Fontaine-le-Pin          | 340                     | 14190       | 14276      |
| Fresney-le-Puceux        | 803                     | 14680       | 14290      |
| Fresney-le-Vieux         | 324                     | 14220       | 14291      |
| Gouvix                   | 828                     | 14680       | 14309      |
| Grainville-Langannerie   | 786                     | 14190       | 14310      |
| Grimbosq                 | 284                     | 14220       | 14320      |
| Magny-la-Campagne        | 553                     | 14270       | 14386      |
| Maizières                | 428                     | 14190       | 14394      |
| Moulines                 | 274                     | 14220       | 14455      |
| Les Moutiers-en-Cinglais | 528                     | 14220       | 14458      |
| Mutrécy                  | 578                     | 14220       | 14461      |
| Ouilly-le-Tesson         | 561                     | 14190       | 14486      |
| Rouvres                  | 222                     | 14190       | 14546      |
| Saint-Germain-le-Vasson  | 960                     | 14190       | 14589      |
| Saint-Laurent-de-Condel  | 510                     | 14220       | 14603      |
| Saint-Sylvain            | 1454                    | 14190       | 14659      |
| Soignolles               | 116                     | 14190       | 14674      |
| Urville                  | 761                     | 14190       | 14719      |
| Vieux-Fumé               | 495                     | 14270       | 14749      |

## Bevölkerungsentwicklung
| 1962   | 1968   | 1975   | 1982   | 1990   | 1999   | 2006   | 2011   |
| ------ | ------ | ------ | ------ | ------ | ------ | ------ | ------ |
| 10.797 | 10.689 | 10.755 | 11.909 | 12.413 | 12.810 | 13.859 | 15.118 |